# مسلمو مانيبور
مسلمو مانيبور أو بنغالية هم من المسلمين الذين يعيشون في مانيبور، في شمال شرق الهند. وفقا لأكثر الآراء المقبولة، كان هناك أتباع للإسلام في مانيبور منذ العقد الأول على الأقل من القرن السابع عشر. في التعداد الهندي لعام 2001، يُألف المسلمون حوالي 8.32 في المائة من مجموع سكان مانيبور. 190939 نسمة. المانيبوريين الآخرين، مثل النجا وكوكي، هم في الأغلب من النصارى. معظم المسلمين المانيبوريين، يُعرفون بسم بنغال (أيضا Pangahl أو Pangan) وهي مجموعة فرعية مسلمة من عرقية ميتي (أو Meetei). وتُعرف أيضًا باسم ميتي بنغال و مياه ميتي. عادة ما يقطنون في الوديان، في حين أن أتباع الديانات الأخرى تميل إلى أن تسكن التلال. ميتي بنغال وجودهم ليس محصور فقط في مانيبور، ولكن أيضًا يتواجدون في أسام وتريبورا وناجالاند والمناطق الحدودية مع بنغلاديش. تعيش مجتمعات مغتربة كبيرة في السعودية والمملكة المتحدة والولايات المتحدة.